# Aichi
Айти кокуки (яп. 愛知航空機 Айти ко:ку:ки, «Самолёты Айти») — японская авиастроительная компания, просуществовавшая до окончания Второй мировой войны. Прекратила деятельность из-за поражения во второй мировой войне

## История
Компания была выведена в марте 1943 года из состава головной фирмы «Айти токэй дэнки» (яп. 愛知時計電機, «Часовая и электрическая компания Айти»), существовавшей с 1898 года в Нагое. Само же авиастроение началось в 1920 году, когда компания начала производство планеров на своём головном заводе «Фунаката» (яп. 船方工場) в Нагое. Производство двигателей было начато компанией в 1927 году. В 1938 году производство двигателей было переведено на вновь построенный завод в районе Ацута (яп. 熱田区) южнее центра Нагои. Там же, в Нагое, в 1941 году был построен завод «Эйтоку» (яп. 永徳工場).
В конце 1944 года, после начала американских бомбардировок, «Айти» приступила к рассредоточению производства: был построен завод в городе Огаки префектуры Гифу и подземный завод в Сэто, в 15 км к северо-востоку от Нагои. Производство двигателей было передано на Морской арсенал Цу и подземный завод к юго-востоку от Цу.

## Производство
Ведущими конструкторами компании были: Морисигэ Мори (яп. 森 盛重), Токуитиро Гомё (яп. 五明 得一郎), Кисиро Мацуо (яп. 松尾 喜四郎), Норио Одзаки (яп. 尾崎 紀男).
Основными разработками и производимыми самолётами компании были:
- гидросамолёты:

Е13А
Е16А
- палубные ударные самолёты:

D1A
D3A
В7А
Единственным двигателем, выпускавшимся во время войны фирмой, был Ацута — лицензионный вариант немецкого Даймлер-Бенц DB 601.